# Elena-Gabriela Ruse
Elena-Gabriela Ruse, née le 6 novembre 1997 à Bucarest, est une joueuse de tennis roumaine, professionnelle depuis 2015.

## Carrière professionnelle
En 2014, elle est demi-finaliste du tournoi de Wimbledon junior.
Principalement active sur le circuit ITF, elle a remporté six titres en simple et dix en double.
Le 11 juillet 2021, elle crée une grosse surprise en remportant le tournoi WTA de Hambourg en étant classée seulement 198e mondiale, battant trois têtes de série dont Dayana Yastremska pour atteindre la finale où elle s'impose face à l'Allemande Andrea Petkovic. Deux semaines plus tard, elle est finaliste à Palerme contre Danielle Collins.
En octobre 2023, elle est invitée au tournoi de Cluj, dans son pays natal et fait un très bon parcours en battant la tête de série numéro deux Alycia Parks (6-2, 1-6, 6-4), Anna Bondár (7-6, 6-2) et Emiliana Arango (6-1, 0-6, 6-1) ainsi que Rebeka Masarova (6-1, 6-4) pour disputer sa troisième finale en carrière. Elle est défaite par l'Allemande Tamara Korpatsch qui gagne son premier titre en carrière (3-6, 4-6).
En juin 2025, elle revient en finale d'un tournoi WTA à 's-Hertogenbosch (Rosmalen), sa première finale sur gazon en bénéficiant d'un tableau ouvert, éliminant d'autres joueuses sorties des qualifications comme elle, Isis Louise van den Broek (6-2, 6-1), Carson Branstine (6-4, 6-3), l'invitée Bianca Andreescu (6-2, 6-4) ancienne numéro quatre mondiale et l'Italienne Elisabetta Cocciaretto qu'elle renverse (2-6, 6-4, 6-3). Elle s'incline en finale contre la Belge Elise Mertens (3-6, 6-7) qui remporte alors son dixième titre en carrière.

## Palmarès

### Titre en simple dames
| No | Date       | Nom et lieu du tournoi  | Catégorie | Dotation  | Surface      | Finaliste       | Score     |          |
| -- | ---------- | ----------------------- | --------- | --------- | ------------ | --------------- | --------- | -------- |
| 1  | 06-07-2021 | European Open, Hambourg | WTA 250   | 235 238 $ | Terre (ext.) | Andrea Petkovic | 7-66, 6-4 | Parcours |

### Finales en simple dames
| No | Date       | Nom et lieu du tournoi           | Catégorie | Dotation  | Surface      | Vainqueure       | Score     |          |
| -- | ---------- | -------------------------------- | --------- | --------- | ------------ | ---------------- | --------- | -------- |
| 1  | 19-07-2021 | 32° Palermo Ladies Open, Palerme | WTA 250   | 235 238 $ | Terre (ext.) | Danielle Collins | 6-4, 6-2  | Parcours |
| 2  | 16-10-2023 | Transylvania Open, Cluj-Napoca   | WTA 250   | 259 303 $ | Dur (int.)   | Tamara Korpatsch | 6-3, 6-4  | Parcours |
| 3  | 09-06-2025 | Libéma Open, Bois-le-Duc         | WTA 250   | 275 094 $ | Gazon (ext.) | Elise Mertens    | 6-3, 7-64 | Parcours |

### Titre en double dames
Aucun

### Finale en double dames
| No | Date       | Nom et lieu du tournoi  | Catégorie | Dotation  | Surface      | Vainqueures                        | Partenaire         | Score     |          |
| -- | ---------- | ----------------------- | --------- | --------- | ------------ | ---------------------------------- | ------------------ | --------- | -------- |
| 1  | 15-07-2019 | Bucharest Open Bucarest | Intern'l  | 226 750 $ | Terre (ext.) | Viktória Kužmová Kristýna Plíšková | Jaqueline Cristian | 6-4, 7-63 | Parcours |

### Titres en double en WTA 125
| No | Date       | Nom et lieu du tournoi           | Catégorie | Dotation  | Surface    | Partenaire       | Finalistes                 | Score            |          |
| -- | ---------- | -------------------------------- | --------- | --------- | ---------- | ---------------- | -------------------------- | ---------------- | -------- |
| 1  | 30-09-2024 | Hong Kong 125 Open Hong Kong     | WTA 125   | 115 000 $ | Dur (ext.) | Monica Niculescu | Nao Hibino Makoto Ninomiya | 6-3, 5-7, [10-5] | Parcours |
| 2  | 02-12-2024 | Open In Arte Angers Loire Angers | WTA 125   | 115 000 $ | Dur (int.) | Monica Niculescu | Belinda Bencic Céline Naef | 6-3, 6-4         | Parcours |

## Parcours en Grand Chelem

### En simple dames
| Année | Open d'Australie | Open d'Australie     | Internationaux de France | Internationaux de France | Wimbledon       | Wimbledon        | US Open         | US Open             |
| ----- | ---------------- | -------------------- | ------------------------ | ------------------------ | --------------- | ---------------- | --------------- | ------------------- |
| 2018  | —                | —                    | —                        | —                        | 1er tour (1/64) | A. Radwańska     | Q1              | Anhelina Kalinina   |
| 2019  | —                | —                    | —                        | —                        | 1er tour (1/64) | J. Görges        | Q3              | Wang Xinyu          |
| 2020  | Q3               | Caty McNally         | Q3                       | Barbara Haas             | Annulé          | Annulé           | —               | —                   |
| 2021  | —                | —                    | Q2                       | Aleksandra Krunić        | Q1              | Simona Waltert   | 1er tour (1/64) | Markéta Vondroušová |
| 2022  | 2e tour (1/32)   | Veronika Kudermetova | 1er tour (1/64)          | Elise Mertens            | 1er tour (1/64) | Coco Gauff       | 2e tour (1/32)  | Coco Gauff          |
| 2023  | Q2               | Séléna Janicijevic   | Q2                       | Greet Minnen             | Q2              | Yanina Wickmayer | 1er tour (1/64) | Karolína Plíšková   |
| 2024  | —                | —                    | Q3                       | Sara Errani              | 1er tour (1/64) | Elena Rybakina   | 3e tour (1/16)  | Paula Badosa        |
| 2025  | 2e tour (1/32)   | Madison Keys         | 2e tour (1/32)           | Paula Badosa             | 1er tour (1/64) | Madison Keys     |                 |                     |

N.B. : à droite du résultat se trouve le nom de l'ultime adversaire.

### En double dames
| Année | Open d'Australie                                                                   | Open d'Australie                                                              | Internationaux de France                                                                    | Internationaux de France                                                                 | Wimbledon                              | Wimbledon | US Open                                                                             | US Open |
| ----- | ---------------------------------------------------------------------------------- | ----------------------------------------------------------------------------- | ------------------------------------------------------------------------------------------- | ---------------------------------------------------------------------------------------- | -------------------------------------- | --------- | ----------------------------------------------------------------------------------- | ------- |
| 2021  | —                                                                                  | —                                                                             | —                                                                                           | —                                                                                        | —                                      | —         | 1/4 de finale M. Niculescu \|\| style="text-align:left;" \| A. Guarachi D. Krawczyk |         |
| 2022  | 1er tour (1/32) S. Halep \|\| style="text-align:left;" \| J. Cristian A. Petkovic  | 1/4 de finale M. Kostyuk \|\| style="text-align:left;" \| M. Keys T. Townsend | 1er tour (1/32) M. Niculescu \|\| style="text-align:left;" \| K. Flipkens S. Sorribes Tormo | 1er tour (1/32) M. Niculescu \|\| style="text-align:left;" \| B. Krejčíková K. Siniaková |                                        |           |                                                                                     |         |
| 2023  | 1/2 finale M. Kostyuk \|\| style="text-align:left;" \| B. Krejčíková K. Siniaková  | 1/8 de finale M. Kostyuk \|\| style="text-align:left;" \| C. Gauff J. Pegula  | 2e tour (1/16) M. Kostyuk \|\| style="text-align:left;" \| M. Kolodziejová M. Vondroušová   | 1/8 de finale M. Kostyuk \|\| style="text-align:left;" \| C. Gauff J. Pegula             |                                        |           |                                                                                     |         |
| 2024  | —                                                                                  | —                                                                             | 1/2 finale M. Kostyuk \|\| style="text-align:left;" \| S. Errani J. Paolini                 | 1/8 de finale M. Kostyuk \|\| style="text-align:left;" \| G. Dabrowski E. Routliffe      | 2e tour (1/16) M. Kostyuk \|\| Forfait |           |                                                                                     |         |
| 2025  | 1/4 de finale M. Kostyuk \|\| style="text-align:left;" \| Hsieh S.-w. J. Ostapenko | —                                                                             | —                                                                                           | 2e tour (1/16) M. Kostyuk \|\| style="text-align:left;" \| Hsieh S.-w. J. Ostapenko      |                                        |           |                                                                                     |         |

N.B. : le nom de la partenaire se trouve sous le résultat ; les noms des ultimes adversaires se trouvent à droite.

## Parcours en WTA 1000
Les tournois WTA « Premier Mandatory » et « Premier 5 » (entre 2009 et 2020) et WTA 1000 (à partir de 2021) constituent les catégories d'épreuves les plus prestigieuses, après les quatre levées du Grand Chelem. 

De 2009 à 2023, les tournois Premier Mandatory (dits tournois WTA 1000 obligatoires entre 2021 et 2023) regroupent Indian Wells, Miami, Madrid et Pékin, les autres constituant les tournois Premier 5 (tournois WTA 1000 non-obligatoires). À partir de 2024, le nombre de tournois WTA 1000 passe à 10 par saison (fin de l’alternance Doha / Dubaï), ces derniers devenant tous obligatoires et offrant tous 1000 points à la vainqueure (contre 900 points précédemment pour les tournois Premier 5).

### En simple dames
| Année |       |                            |         |                           |                             |                           |                               |                             |                        |                        |  |        |
| Doha  | Dubaï | Indian Wells               | Miami   | Madrid                    | Rome                        | Canada                    | Cincinnati                    | Pékin                       |                        | Wuhan                  |  |        |
| Doha  | Dubaï | Indian Wells               | Miami   | Madrid                    | Rome                        | Canada                    | Cincinnati                    | Pékin                       | Guadalajara            |                        |  |        |
| Doha  | Dubaï | Indian Wells               | Miami   | Madrid                    | Rome                        | Canada                    | Cincinnati                    | Pékin                       |                        |                        |  |        |
| 2021  |       | WTA 500                    |         | 1er tour (1/64) A. Cornet |                             |                           |                               |                             |                        | Annulé                 |  | Annulé |
| 2022  |       |                            | WTA 500 | 1er tour (1/64) K. Kučová | 2e tour (1/32) E. Rybakina  |                           | 2e tour (1/16) I. Świątek     |                             |                        | Hors calendrier        |  |        |
| 2023  |       | WTA 500                    |         |                           |                             | 1er tour (1/64) A. Cornet | 2e tour (1/32) B. Haddad Maia |                             |                        |                        |  |        |
| 2024  |       |                            |         |                           |                             |                           |                               |                             |                        | 1er tour (1/64) Wei S. |  |        |
| 2025  |       | 1er tour (1/32) M. Sákkari |         |                           | 3e tour (1/16) A. Sabalenka |                           | 2e tour (1/32) D. Collins     | 1er tour (1/64) E. Raducanu | 1er tour (1/64) A. Itō |                        |  |        |

Sous le résultat, l’ultime adversaire.
1. 1 2   Les tournois de Doha et Dubaï alternent le statut de tournoi WTA 1000 (ex Premier 5) entre 2009 et 2023 : les trois premières éditions ont lieu à Dubaï, les trois suivantes à Doha, puis Dubaï accueille le tournoi de cette catégorie les années impaires et Dubaï les années paires. De 2011 à 2023, la ville qui n’accueille pas de WTA 1000 organise à la place un tournoi WTA 500 (ex Premier).
2. 1 2 3 4 5 6 7   L’ordre de déroulement des tournois a évolué depuis 2009 : Rome se dispute avant Madrid et Cincinnati avant Montréal/Toronto jusqu’en 2010, tandis que Tokyo (2009-2013)-Wuhan (2014-2019, 2024-)-Guadalajara (2022-2023) ont lieu avant Pékin jusqu’en 2023.
3. 1 2  Du fait de la pandémie de Covid-19, les tournois d’Indian Wells, de Miami, de Madrid, du Canada, de Wuhan et de Pékin sont annulés en 2020. Ces deux derniers le sont également en 2021. Pour des raisons d’organisation, le tournoi de Cincinnati 2020 a exceptionnellement lieu à Flushing Meadows à New York.
4. ↑  Le 1er décembre 2021, le président de la WTA, Steve Simon, annonce que tous les tournois prévus en Chine et à Hong Kong sont suspendus à partir de 2022, en raison de préoccupations concernant la sécurité et le bien-être de la joueuse de tennis chinoise Peng Shuai après ses allégations de relations sexuelles non-consenties avec Zhang Gaoli, membre de haut rang du Parti communiste chinois. Le tournoi de Pékin revient en 2023. Le tournoi de Guadalajara remplace celui de Wuhan pendant deux ans, ce dernier réapparaissant en 2024.

## Classements WTA en fin de saison
| Année          | 2015 | 2016 | 2017 | 2018 | 2019 | 2020 | 2021 | 2022 | 2023 | 2024 |
| Rang en simple | 642  | 253  | 265  | 243  | 182  | 177  | 85   | 104  | 125  | 128  |
| Rang en double | 575  | 248  | 285  | 200  | 118  | 124  | 99   | 93   | 37   | 62   |

Source : (en) Classements de Elena-Gabriela Ruse sur le site officiel de la Fédération internationale de tennis

## Records et statistiques

### Victoires sur le top 10
Toutes ses victoires sur des joueuses classées dans le top 10 de la WTA lors de la rencontre.
| Légende      |
| Grand Chelem |
| WTA 1000     |
| WTA 500      |
| WTA 250      |
| Fed Cup      |

| # | Rang   |  | Tournoi | Année | Surface |  | Adversaire         | Rang | Tour | Score         | Tableau |
| - | ------ |  | ------- | ----- | ------- |  | ------------------ | ---- | ---- | ------------- | ------- |
| 1 | no 59  |  | Dubaï   | 2022  | Dur     |  | Paula Badosa       | no 5 | 1/16 | 6-3, 5-7, 6-4 | Tableau |
| 2 | no 122 |  | US Open | 2024  | Dur     |  | Barbora Krejčíková | no 8 | 1/32 | 6-4, 7-5      | Tableau |